# Péridier (cratère martien)
Pour les articles homonymes, voir Péridier.

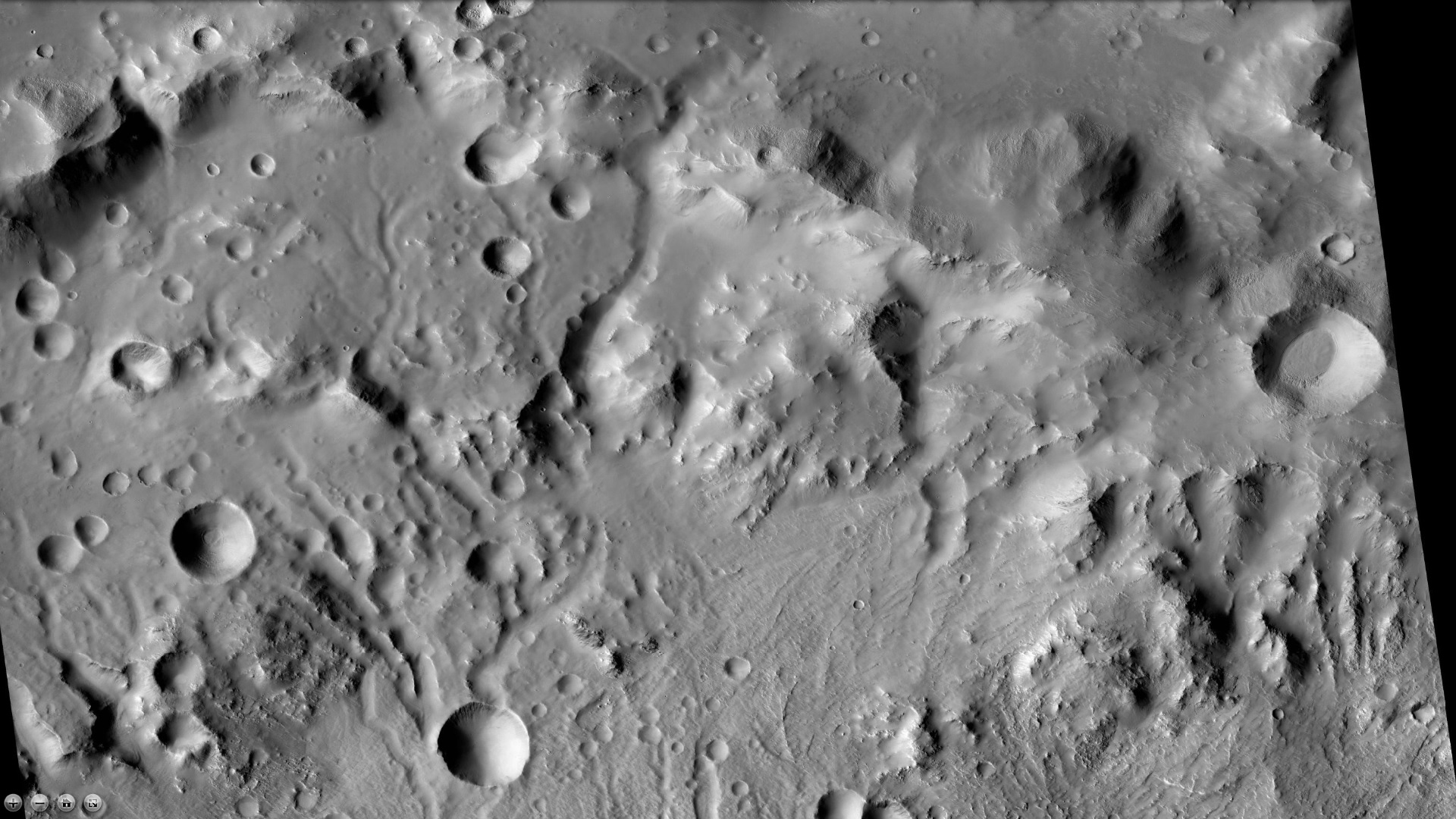
Intérieur du cratère Péridier

Péridier est un cratère d'impact de 100 km de diamètre situé sur Mars dans le quadrangle de Syrtis Major par 25,5° N et 83,8° E, dans la région d'Arena Colles en bordure septentrionale d'Isidis Planitia. Il est nommé d'après l'astronome amateur français Julien Péridier.